# گمینا نگمتسه
گمینا نگمتسه (به لهستانی:  Gmina Niemce) یک گمینا در لهستان است که در شهرستان لوبلین واقع شده‌است. گمینا نگمتسه ۱۴۱٫۱۶ کیلومتر مربع مساحت و ۱۸٬۳۳۵ نفر جمعیت دارد.